# Eishockey-Regionalliga 1980/81
Die Regionalliga wurde wieder in 3 regionalen Ligen Nord, West und Süd gespielt. Es kam trotzdem zu einigen Neuerungen im Ligabetrieb. Die Aufstiegsrunde zur Oberliga Nord, zwischen den Regional- und Oberligisten wurde durch eine gemeinsame Aufstiegsrunde der Regionalligen Nord und West ersetzt.
Die Regionalliga Süd spielte wieder mit einer Auf- und Abstiegsrunde nach der Hauptrunde.
Außerdem gab es eine neugegründete Regionalliga Südwest, gebildet aus Mannschaften der Landesverbände Hessen, Rheinland-Pfalz und Saarland; mit einer Gastmannschaft aus Luxemburg. Diese Liga besaß aber kein Recht zum Aufstieg in die Oberliga und zur Teilnahme an der Deutschen Regionalligameisterschaft.
Die Deutsche Regionalligameisterschaft wurde nunmehr nur noch in einem Finale, mit Hin- und Rückspiel, zwischen dem Sieger der Aufstiegsrunde zur Oberliga Nord und dem Sieger der Regionalliga Süd ausgetragen.

## Regionalliga Nord

### Modus und Teilnehmer
In der Vorsaison gab es keinen Aufsteiger in die Oberliga. Die Mannschaft 1b des Hamburger SV wechselte in die Regionalliga West. Aus der Regionalliga West kam nun die 1b von FASS Berlin die Liga. Der EC Hannover stellte erstmals eine Zweitvertretung. Die Saison wurde in einer Einfachrunde gespielt.
- FASS Berlin
- RSC Bremerhaven 1b
- SV Condor Hamburg
- ESC Wedemark
- Altonaer SV
- EC Hannover 1b (Neuling)
- FASS Berlin 1b (neu aus der RL West)

### Tabelle
|    | Mannschaft             | Sp      | S       | U       | N       | Tore    | Diff.   | Pkte    |
| -- | ---------------------- | ------- | ------- | ------- | ------- | ------- | ------- | ------- |
| 1. | FASS Berlin            | 10      | 9       | 0       | 1       | 78:36   | +42     | 18      |
| 2. | RSC Bremerhaven 1b (M) | 10      | 7       | 0       | 3       | 74:30   | +44     | 14      |
| 3. | EC Hannover 1b (N)     | 10      | 6       | 1       | 3       | 61:49   | +12     | 13      |
| 4. | FASS Berlin 1b         | 9 1     | 2       | 1       | 6       | 35:45   | −10     | 5       |
| 5. | SV Condor Hamburg      | 10      | 2       | 0       | 8       | 23:64   | −41     | 4       |
| 6. | ESC Wedemark           | 9 1     | 1       | 0       | 8       | 23:71   | −48     | 2       |
| 7. | Altonaer SV            | Rückzug | Rückzug | Rückzug | Rückzug | Rückzug | Rückzug | Rückzug |

Abkürzungen: Sp = Spiele, S = Siege, U = Unentschieden, N = Niederlagen, (M) = Meister d. Vorsaison, (N) = Neuling/Aufsteiger 
Meister RL-Nord und Teilnehmer Aufstiegsrunde zur OL Nord 
Absteiger in die Landesliga
1 Das fehlende Spiel wurde nicht mehr ausgetragen.

## Regionalliga West

### Modus und Teilnehmer
Es gab keine Absteiger aus der Oberliga. Aus der Regionalliga Nord kam die Zweitvertretung des Hamburger SV in die Liga, FASS Berlin 1b wechselte in die Regionalliga Nord. Die Mannschaften von Lauterbach, Kassel und Nordhorn waren in die Oberliga Nord aufgestiegen. Um den Ligabetrieb trotzdem zu ermöglichen, wurden drei Aufsteiger aus den Landesligen zugelassen. Die Liga spielte eine Einfachrunde. Der Meister und Vizemeister spielten mit den Vertretern der Regionalliga Nord eine gemeinsame Aufstiegsrunde.
- TV Jahn Wolfsburg
- SV Brackwede
- Hamburger SV 1b (neu aus der RL Nord)
- Königsborner SV (Aufsteiger)
- EC Bergisch Gladbach (Aufsteiger)
- WSV Braunlage 1b (Aufsteiger)

### Tabelle
|    | Mannschaft               | Sp | S | U | N | Tore   | Diff. | Pkte |
| -- | ------------------------ | -- | - | - | - | ------ | ----- | ---- |
| 1. | Königsborner SV (N)      | 10 | 9 | 0 | 1 | 143:13 | +130  | 18   |
| 2. | TV Jahn Wolfsburg        | 10 | 8 | 1 | 1 | 89:39  | +50   | 17   |
| 3. | Hamburger SV 1b (N)      | 10 | 5 | 1 | 4 | 73:29  | +44   | 13   |
| 4. | SV Brackwede             | 10 | 3 | 0 | 7 | 46:83  | −37   | 6    |
| 5. | EC Bergisch Gladbach (N) | 10 | 3 | 0 | 7 | 31:129 | −98   | 6    |
| 6. | WSV Braunlage 1b (N)     | 10 | 1 | 0 | 9 | 32:121 | −89   | 2    |

Abkürzungen: Sp = Spiele, S = Siege, U = Unentschieden, N = Niederlagen, (N) = Neuling/Aufsteiger 
Meister RL-West und Teilnehmer Aufstiegsrunde zur OL Nord

## Aufstiegsrunde zur Oberliga Nord
An der gemeinsamen Aufstiegsrunde der Regionalligisten Nord und West zur Oberliga Nord waren die beiden besten Mannschaften der jeweiligen Regionalligen teilnahmeberechtigt. Gespielt wurde eine Einfachrunde. Nach dieser waren die beiden besten Mannschaften in die Oberliga Nord aufstiegsberechtigt. Der Meister trat im Finale um die Deutsche Regionalliga-Meisterschaft an.

### Tabelle
|    | Mannschaft         | Sp | S | U | N | Tore  | Diff. | Pkte |
| -- | ------------------ | -- | - | - | - | ----- | ----- | ---- |
| 1. | Königsborner SV    | 6  | 6 | 0 | 0 | 41:21 | +20   | 12   |
| 2. | TV Jahn Wolfsburg  | 6  | 3 | 0 | 3 | 35:29 | +6    | 6    |
| 3. | FASS Berlin        | 6  | 2 | 0 | 4 | 24:31 | −7    | 4    |
| 4. | RSC Bremerhaven 1b | 6  | 1 | 0 | 5 | 22:41 | −19   | 2    |

Abkürzungen: Sp = Spiele, S = Siege, U = Unentschieden, N = Niederlagen 
Teilnehmer Deutsche Regionalligameisterschaft und Aufsteiger in die Oberliga Nord 

Königsborn und Wolfsburg, beide aus der RL West, stiegen in die Oberliga Nord auf. Königsborn durfte zudem im Finale um die Deutsche Regionalligameisterschaft – gegen den Sieger der Regionalliga Süd – antreten.

## Regionalliga Südwest

### Modus und Teilnehmer
An der neugegründeten Regionalliga Südwest nahmen sieben Mannschaften teil. Diese kamen aus Hessen, Rheinland-Pfalz, dem Saarland und einer Gastmannschaft aus Luxemburg. Gespielt wurde in einer Einfachrunde. Der Meister hatte jedoch kein Aufstiegsrecht für die Oberliga.
- EC Dillingen (Neuling)
- HC Zweibrücken (Neuling)
- Eintracht Frankfurt 1b (Neuling)
- IHC Beaufort LUX (Neuling)
- ERC Saarbrücken (Neuling)
- ERC Ludwigshafen 1b (Neuling)
- EHC Neuwied (Neugründung)

### Tabelle
|    | Mannschaft                 | Sp | S  | U | N  | Tore   | Diff. | Pkte |
| -- | -------------------------- | -- | -- | - | -- | ------ | ----- | ---- |
| 1. | EC Dillingen (N)           | 12 | 10 | 1 | 1  | 143:13 | +130  | 21   |
| 2. | HC Zweibrücken (N)         | 12 | 10 | 0 | 2  | 110:55 | +55   | 20   |
| 3. | Eintracht Frankfurt 1b (N) | 12 | 7  | 0 | 5  | 101:72 | +29   | 14   |
| 4. | ERC Ludwigshafen 1b (N)    | 12 | 5  | 1 | 6  | 75:70  | +5    | 11   |
| 5. | IHC Beaufort (N)           | 12 | 5  | 0 | 7  | 60:85  | −15   | 10   |
| 6. | ERC Saarbrücken (N)        | 12 | 3  | 0 | 9  | 50:95  | −45   | 6    |
| 7. | EHC Neuwied (N)            | 12 | 0  | 0 | 12 | 32:103 | −71   | 0    |

Abkürzungen: Sp = Spiele, S = Siege, U = Unentschieden, N = Niederlagen, (N) = Neuling 
Meister RL-Südwest

## Regionalliga Süd

### Modus und Teilnehmer
Der ESV Burgau und EV Pegnitz waren in die Bayernliga abgestiegen. EA Kempten/Klotten, EA Schongau und der ERC Sonthofen waren in die Oberliga Süd aufgestiegen, der EV Fürstenfeldbruck abgestiegen. Aus der Bayernliga stieg einzig der SV Bayreuth auf. Der EV Mittenwald zog seine Mannschaft kurz vor Saisonbeginn zurück. Die neun Teilnehmer spielten eine Einfachrunde in der Hauptrunde. Danach teilte sich die Liga: die ersten fünf Mannschaften spielten eine Aufstiegsrunde, die letzten vier eine Abstiegsrunde. Beide Runden wurden in einer Einfachrunde gespielt - jedoch unter Mitnahme der Punkte und Tore aus der Hauptrunde.
- EV Regensburg (Absteiger, Rückzug aus der 2. Bundesliga)
- EV Fürstenfeldbruck (Absteiger)
- DEC Inzell
- TSV Königsbrunn
- EC Oberstdorf
- EV Pegnitz
- TSV Farchant
- SC Gaißach
- SV Bayreuth (Aufsteiger)

### Tabelle
|    | Mannschaft              | Sp | S  | U | N  | Tore   | Diff. | Pkte |
| -- | ----------------------- | -- | -- | - | -- | ------ | ----- | ---- |
| 1. | SV Bayreuth (N)         | 16 | 15 | 0 | 1  | 109:47 | +62   | 30   |
| 2. | EC Oberstdorf           | 16 | 13 | 0 | 3  | 116:60 | +56   | 26   |
| 3. | TSV Trostberg           | 16 | 10 | 1 | 5  | 91:74  | +17   | 21   |
| 4. | TSV Königsbrunn         | 16 | 9  | 0 | 7  | 81:72  | +9    | 18   |
| 5. | DEC Frillensee Inzell   | 16 | 6  | 2 | 8  | 50:71  | −21   | 14   |
| 6. | EV Regensburg (A)       | 16 | 6  | 1 | 9  | 68:72  | −4    | 13   |
| 7. | EV Fürstenfeldbruck (A) | 16 | 5  | 1 | 10 | 78:80  | −2    | 11   |
| 8. | SC Gaißach              | 16 | 5  | 0 | 11 | 72:85  | −13   | 10   |
| 9. | TSV Farchant            | 16 | 0  | 1 | 15 | 47:150 | −103  | 1    |

Abkürzungen: Sp = Spiele, S = Siege, U = Unentschieden, N = Niederlagen, (A) = Absteiger, (N) = Aufsteiger 
 Teilnehmer Aufstiegsrunde  Teilnehmer Abstiegsrunde

### Aufstiegsrunde
Alle Teilnehmer starteten mit den Punkten und Toren aus der Hauptrunde.
|    | Mannschaft            | Sp | S  | U | N  | Tore    | Diff. | Pkte |
| -- | --------------------- | -- | -- | - | -- | ------- | ----- | ---- |
| 1. | SV Bayreuth           | 24 | 21 | 1 | 2  | 160:75  | +85   | 43   |
| 2. | EC Oberstdorf         | 24 | 20 | 0 | 4  | 165:92  | +73   | 40   |
| 3. | TSV Trostberg         | 24 | 12 | 1 | 11 | 117:116 | +1    | 25   |
| 4. | DEC Frillensee Inzell | 24 | 9  | 3 | 12 | 83:99   | −16   | 21   |
| 5. | TSV Königsbrunn       | 24 | 9  | 0 | 15 | 107:120 | −13   | 18   |

Abkürzungen: Sp = Spiele, S = Siege, U = Unentschieden, N = Niederlagen 
 Meister RL Süd, Teilnehmer Finale Deutsche Regionalligameisterschaft und  Aufsteiger Oberliga Süd

### Abstiegsrunde
Alle Teilnehmer starteten mit den Punkten und Toren aus der Hauptrunde.
|    | Mannschaft          | Sp      | S       | U       | N       | Tore    | Diff.   | Pkte    |
| -- | ------------------- | ------- | ------- | ------- | ------- | ------- | ------- | ------- |
| 6. | EV Regensburg       | 20      | 10      | 1       | 9       | 90:88   | +2      | 21      |
| 7. | SC Gaißach          | 20      | 7       | 0       | 13      | 90:104  | −14     | 15      |
| 8. | EV Fürstenfeldbruck | 20      | 5       | 1       | 14      | 92:103  | −11     | 11      |
| 9. | TSV Farchant        | Rückzug | Rückzug | Rückzug | Rückzug | Rückzug | Rückzug | Rückzug |

Abkürzungen: Sp = Spiele, S = Siege, U = Unentschieden, N = Niederlagen 
 Absteiger in d. Bayernliga

## Deutsche Regionalligameisterschaft
Im Finale spielten der Sieger der Aufstiegsrunde zur Oberliga Nord und der Sieger der Regionalliga Süd.

### Finale
| Paarung                       | Gesamt | Hinspiel | Rückspiel |
| ----------------------------- | ------ | -------- | --------- |
| Königsborner SV – SV Bayreuth | 5-12   | 3:6      | 2:10      |

Zum siebten Mal in Folge konnte sich der Sieger der Regionalliga Süd zum Deutschen Regionalligameister krönen.